# Affaire Unión
L'Affaire Unión est une affaire politico-financière ayant éclaté en Espagne, et plus précisément à Lanzarote, en 2009. Plus importante affaire de corruption de l'histoire des îles Canaries, son nom provient du café Unión, situé au centre-ville d'Arrecife, où plusieurs des prévenus avaient l'habitude de se rencontrer. Clôturée en 2019, l'Affaire Unión s'est soldée par la reconnaissance de la culpabilité des deux principaux accusés, l'avocat et entrepreneur Luis Lleó et son complice Fernando Becerra.